# هانز فون سيكت
يوهانس «هانز» فريدريش ليوبولد فون سيكت (بالألمانية: Johannes Friedrich Leopold von Seeckt) وعُرف باسمه المختصر هانز فون سيكت (22 أبريل 1866 - 27 ديسمبر 1936)، هو ضابط عسكري ألماني، شغل منصب رئيس الأركان تحت قيادة المارشال الميداني أوغست فون ماكينسن وكان شخصية محورية في التخطيط للانتصارات التي حققها ماكينسن لألمانيا في الشرق خلال الحرب العالمية الأولى.
كان سيكت عضو في الرايخستاغ (البرلمان) من 1930 إلى 1932. من عام 1933 إلى عام 1935، ذهب مرارًا وتكرارًا للصين كمستشار عسكري لتشيانج كاي شيك في حربه ضد الشيوعيين الصينيين وكان مسؤولًا بشكل مباشر عن وضع حملات التطويق، والتي أسفرت عن سلسلة من الانتصارات ضد الجيش الأحمر الصيني وأجبرت ماو تسي تونغ إلى التراجع مسافة 9000 كم، المعروف أيضا باسم المسيرة الطويلة.

## الحرب العالمية الأولى

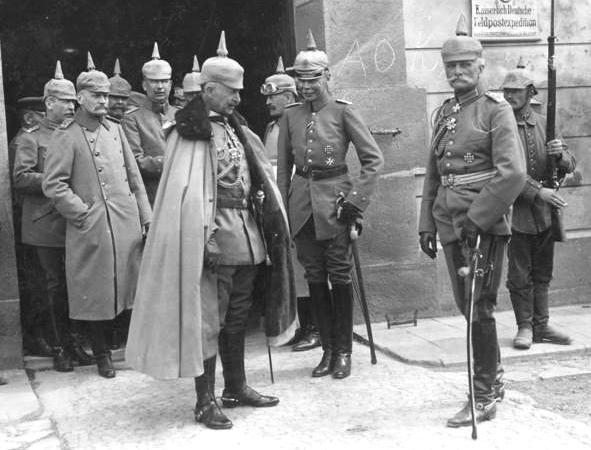
هانز فون سيكت (الثالث من اليمين) بجوار فيلهلم الثاني (الوسط) وماكينسن (الثاني من اليمين) في عام 1915

عند اندلاع الحرب العالمية الأولى، شغل سيكت رتبة ملازم أول وكان يشغل منصب رئيس الأركان في إيوالد فون لوتشو في الفيلق الألماني الثالث. عند التعبئة، تم تعيين الفيلق الثالث في الجيش الأول على الجناح الأيمن للقوات لشن الهجوم حسب خطة شليفن في أغسطس 1914 على الجبهة الغربية.  في أوائل عام 1915، بعد أن هاجمهم الفرنسيون بالقرب من سواسون، ابتكر سيكت هجومًا مضادًا اسر من خلاله الآلاف من السجناء وعشرات البنادق. تمت ترقيته إلى رتبة عقيد في 27 يناير 1915. في مارس 1915، تم نقله إلى الجبهة الشرقية لتولي منصب رئيس الأركان للجنرال أوغست فون ماكينسن للجيش الحادي عشر الألماني. لعب دوراً رئيسياً في تخطيط وتنفيذ حملات ماكينسن الناجحة للغاية.
مع الجيش الحادي عشر، ساعد سيكت في توجيه هجوم جورليس -تارنوف في الفترة من 2 مايو - 27 يونيو 1915، حيث كان له الفضل في اختراق ماكينسن للهندسة الذي قسم الجيشين الروسيين المعارضين لهما. الروس لم يتعافوا بالكامل. هنا قام سيكت بتنفيذ تغيير في التعامل مع قوة الهجوم، ودفع تشكيلات الاحتياط من خلال اختراقات في الدفاعات الروسية. كان هذا خروجًا عن الطريقة المتبعة لتأمين الأجنحة عن طريق التقدم على طول جبهة موحدة، وذلك باستخدام تشكيلات الاحتياطي للمساعدة في التغلب على النقاط القوية. خلال الضغط على الاحتياطيات إلى الأمام في المناطق الخلفية الروسية، تم زعزعة استقرار المواقف الروسية، مما أدى إلى انهيار الخط الدفاعي الروسي. لمساهماته حصل على وسام الاستحقاق البروسي بور ليميريت (بالفرنسية: Pour le Mérite)، وهو أعلى بروسيا شرف عسكري.  في يونيو 1915، تمت ترقية سيكت إلى رتبة جنرال. وظل هو رئيس أركان ماكينسن، الذي كان في خريف عام 1915 يسيطر على مجموعة ماكينسن العسكرية أو هيريسغروب ماكينسن، والتي شملت الجيش الألماني الحادي عشر، والجيش النمساوي الهنغاري الثالث، والجيش البلغاري الأول، في حملة متجددة في صربيا. كما كان الحال في هجوم جورليس، لعب سيكت دورًا رئيسيًا في تخطيط وتنفيذ العمليات في صربيا بين 6 أكتوبر و 24 نوفمبر 1915.  انتشر المثل من خلال الجيش الألماني «حيث يوجد ماكينسن، سيكت، حيث سيكت، النصر».  لإنجازاته حصل على أوراق البلوط لبور ميريت. في يونيو 1916، أصبح رئيسًا للأركان للجيش السابع الهنغاري النمساوي في غاليسيا، الذي كان يقاتل يائسة لوقف هجوم بروسيلوف. بعد ذلك، أصبح رئيسًا للأركان في مجموعة الجيش النمساوي المجري بقيادة أرشدوك كارل، الذي سرعان ما أصبح إمبراطورًا وحل محله ابن عمه أرشيدوك جوزيف.
بعد هزيمة الإمبراطورية العثمانية في أكتوبر 1918، عاد سيكت إلى ألمانيا في نوفمبر 1918. على الرغم من أن الهدنة دخلت حيز التنفيذ في نوفمبر 1918، استمر البريطانيون في حصار الموانئ الألمانية، مما أدى إلى عملية تجويع واسعة النطاق. تم إرسال سيكت في البداية إلى الشرق لتنظيم الانسحاب المنظم للقوات الألمانية هناك. في ربيع عام 1919 تم إرساله لتمثيل هيئة الأركان العامة الألمانية في مؤتمر السلام في باريس. حاول دون جدوى إقناع الحلفاء بالحد من مطالبهم بنزع سلاح ألمانيا. سعى سيكت لقوة من 200000 رجل. تم رفض هذا الطلب. في يونيو 1919 رضخ الألمان لشروط معاهدة فرساي.

## تطوير الرايخسفير

### جذورالفيرماخت
الجيش الذي خاضت به ألمانيا الحرب في عام 1939 كان إلى حد كبير من إنشاء سيكت. كانت التكتيكات والمفاهيم التشغيلية للفيرماخت هي عمل سيكت في عشرينيات القرن العشرين. بالإضافة إلى ذلك، كان غالبية كبار الضباط والعديد من الضباط من الرتب المتوسطة رجالًا اختارهم سيكت للاحتفاظ بهم في الرايخسفير. أنشأ سيكت 57 لجنة مختلفة لدراسة الحرب الأخيرة لتقديم الدروس المستفادة للحرب القادمة. صرح سيكت: «من الضروري للغاية وضع تجربة الحرب على نطاق واسع وجمع هذه التجربة في حين أن الانطباعات التي تم الفوز بها في ساحة المعركة لا تزال جديدة وما زال جزء كبير من الضباط ذوي الخبرة في مناصب قيادية». وكانت النتيجة كتاب 1921 «القيادة والمعركة بالأسلحة المدمجة» الذي حدد تكتيكات الجمع بين الأسلحة والأفكار التشغيلية التي استمرت لتكون بمثابة مبدأ الفيرماخت في الحرب العالمية الثانية.  تصور سيكت أن ألمانيا ستفوز في الحرب التالية من خلال سلسلة من العمليات المتنقلة للغاية التي تضم الأسلحة مجتمعة من المدفعية والمشاة والدروع والقوات الجوية تعمل معًا لتركيز قوة نيران متفوقة لسحق العدو في نقاط حرجة. يرى سيكت دورًا مهمًا للقوات الجوية في الحرب المقبلة، واحتفظ بعدد كبير من الضباط في الرايخسفير الذين لديهم خبرة في القتال الجوي. شكل هؤلاء الضباط فيلق الضباط المستقبليين للوفتفافه في الثلاثينيات.

## في الصين

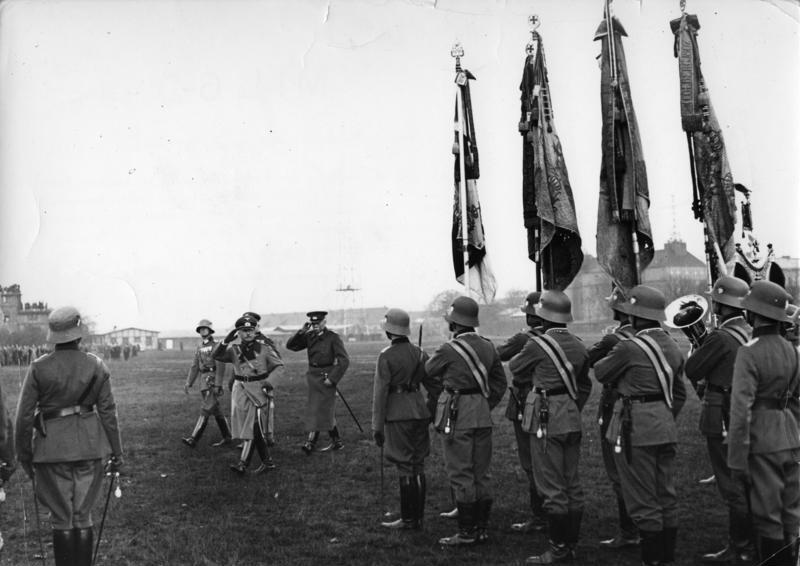
يتفد سيكت القوات مع رئيس الأركان فريتش

بعد فشله في الحصول على مقعد كمرشح لحزب الوسط، تم انتخاب سيكت لعضوية الرايخستاغ كعضو في حزب DVP، حيث خدم من عام 1930 حتى عام 1932. في أكتوبر 1931، كان سيكت متحدثًا متميزًا في تجمع حاشد في باد هارزبورج مما أدى إلى تأسيس جبهة هارزبورج. في الانتخابات الرئاسية لعام 1932، كتب إلى أخته، وحثها على التصويت لهتلر. من عام 1933 حتى عام 1935، عمل كمستشار لشيانج كاي شيك وساعد في تأسيس أساس جديد للتعاون الصيني الألماني حتى عام 1941. في أكتوبر 1933، وصل سيكت إلى الصين لقيادة المهمة العسكرية الألمانية. في وقت وصوله، كانت العلاقات الصينية الألمانية في حالة سيئة بسبب الغطرسة العنصرية للألمان، وكان تشيانغ يفكر في إطلاق النار على الألمان وجلب مهمة عسكرية فرنسية. من أجل إنقاذ المهمة العسكرية، أمر سيكت الضباط الألمان بالتصرف بمزيد من البراعة تجاه الصينيين والبدء في إظهار بعض الاحترام للحساسيات الصينية. بهذه الطريقة، أنقذ سيكت موقف ألمانيا في الصين.

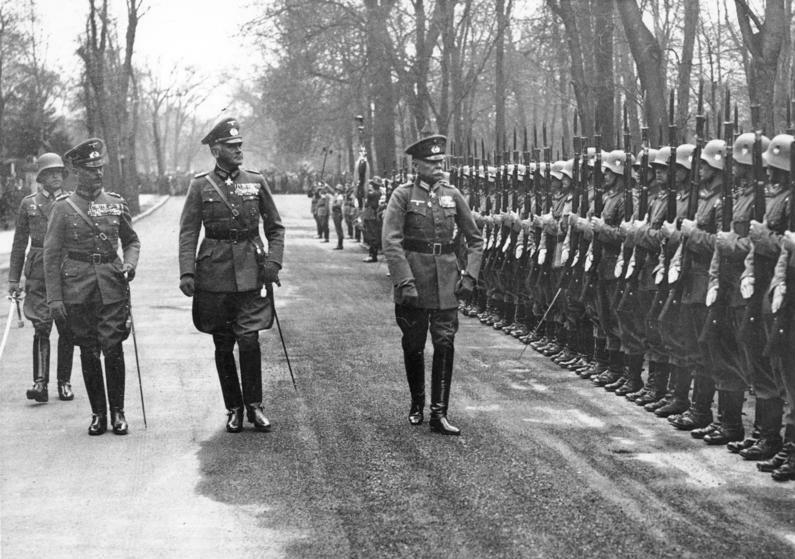
سيكت مع حراس الشرف بمناسبة عيد ميلاده السبعين، مع بلومبرج (في الوسط) ورونتشتيت (إلى اليسار)، أبريل 1936

نصح سيكت تشيانغ بأن الصين ستحتاج إلى جيش من 60 فرقة، اقترح عليه التسلح بأسلحة حديثة وإجراء تدريبات على الجمع بين الأسلحة التي سبق أن استخدمها في تدريب الجيش الألماني في عشرينيات القرن العشرين. أكد سيكت أنه سيحتاج إلى أفضل الضباط الصينيين لتدريبهم في الحرب الحديثة. كان هدفه جعل الجيش الثوري الوطني يشبه الجيش في ألمانيا بعد الحرب، وهي قوة يمكن أن تعوض ما يفتقر إليه من حيث الكم الكبير من الجنود المحترفين. بالإضافة إلى ذلك، أكد سيكت أنه يريد إنهاء النزعة الإقليمية في الجيش الصيني. كان من المقرر أن يقود الجيش ضباط موالون لشيانغ وحدهم، دون ولاء إقليمي. بالإضافة إلى ذلك، حث سيكت تشيانغ على تدعيم وادي نهر اليانغتسي السفلي، واعتماد سياسات لتصنيع في الصين للحصول على الاستقلال عن التصنيع الغربي. تحقيقًا لهذه الغاية، اقترح سيكت اتفاقية تجارية بين الصين وألمانيا، حيث ستحصل ألمانيا على المعادن اللازمة لتصنيع الأسلحة، وخاصة التنغستن، وسيتم تزويد الصين بالأسلحة والآلية الصناعية اللازمة لجعل الصين مكتفية ذاتيا في إنتاجها. هذه الأسلحة. في مارس 1934، لم يعين تشيانغ سيكت رئيسًا للمستشارين العسكريين فحسب، بل عينه أيضًا كنائب لرئيس مجلس الشؤون العسكرية. وبهذه الصفة ترأس سيكت الاجتماعات مرتين أسبوعيا في نانجينغ بين تشيانغ ومعظم كبار جنرالاته. في اجتماع في جبل لو في عام 1934، تم تبني خطة سيكت لإنشاء 60 فرقة. لإنشاء هذا الجيش، تم اعتماد خطة مدتها 10 سنوات. كان الضباط الذين دربهم سيكت منخرطين لاحقًا في المقاومة الصينية للغزو الياباني للصين.
في أوائل عام 1934، نصح سيكت تشيانغ بأن هزيمة الشيوعيين الصينيين ستتم عبر سياسة الأرض المحروقة، والتي تتطلب بناء سلسلة من الخطوط والحصون حول المناطق التي يسيطر عليها الشيوعيون في جيانغشي السوفيتية من أجل إجبار العصابات الشيوعية على القتال العلني. بناءً على نصيحة سيكت، في ربيع وصيف عام 1934، قام الكومينتانغ ببناء ثلاثة آلاف من حصون «السلاحف» المرتبطة بسلسلة من الطرق، وفي الوقت نفسه تتبع سياسة الأرض المحروقة حول الحصون كجزء من حملة إبادة العصابات الخامسة في جيانغشي. كانت تكتيكات سيكت هي التي أدت إلى سلسلة من الهزائم التي عانى منها الشيوعيون الصينيون والتي أدت أخيرًا في أكتوبر 1934 إلى المسيرة الطويلة الشهيرة.
توفي سيكت في برلين في 27 ديسمبر 1936، ودفن في مقبرة انفالد.

## روابط خارجية
- هانز فون سيكت على موقع الموسوعة البريطانية (الإنجليزية)
- هانز فون سيكت على موقع مونزينجر (الألمانية)